# Abū Saʿīd

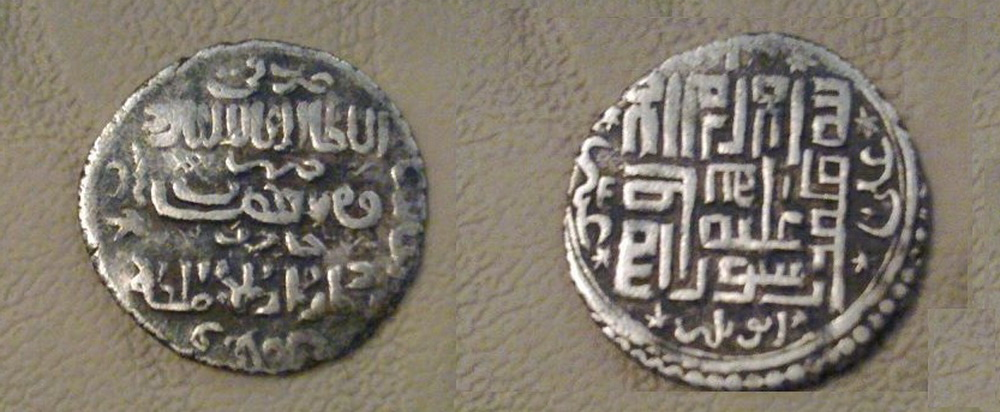
Zu Zeiten Abu Saids herausgegebene Silbermünzen

Abū Saʿīd Bahador Chan (auch Behauder, mongolisch ᠪᠦᠰᠠᠢ ᠪᠠᠭᠠᠲᠤᠷ ᠬᠠᠨ Busai Baɣatur Qan, persisch ابوسعید بهادرخان Abu Saʿīd Bahādor Ḫān ; * 2. Juni 1305 in Ujan (heute Armenien); † 1. Dezember 1335) mit dem Titel ʿAlāʾ ad-Dunyā wa-d-Dīn und Bahādur Ḫān war von 1316 bis 1335 der neunte Ilchan.

## Leben
Als Abu Said 1316 Herrscher wurde, war er noch minderjährig. Die internen Machtkämpfe verschärften sich, 1319 griff die Goldene Horde Aserbaidschan an und zwei Emire rebellierten gegen den Ilchan. Nachdem er den Aufstand 1319 unter persönlichem Einsatz beendet hatte, nahm er den mongolisch-persischen Titel Bahadur, d. h. „Held“, an. Auch konnten u. a. die Oberhoheit über Anatolien behauptet und der Kaukasus sowie Chorasan erfolgreich verteidigt werden. Während Abu Sa'ids Herrschaft wurde der Wesir Raschid ad-Din hingerichtet und der General Amir Tschupan de facto zum Herrscher des Reiches.
1320 fiel der Mamluken-Sultan von Ägypten al-Malik an-Nasir Muhammad im armenischen Königreich Kilikien ein. In einem Brief vom 1. Juli 1322 forderte Papst Johannes XXII. Abu Sa'id auf, Kilikien zur Seite zu stehen. Er erinnerte Abu Sa'id an die Allianz zwischen Europa und den Ilchanen. Nebenbei plädierte der Papst dafür, dass Abu Sa'id zum Christentum konvertierten sollte. Ilchanische Truppen wurden dann nach Kilikien entsandt, doch trafen sie erst ein, als schon eine 15-jährige Waffenruhe ausgehandelt worden war. Nach Abu Sa'id wurde alle Beziehungen zwischen den christlichen Herrschern und den Ilchanen eingestellt. 1325 fiel Usbek Khan in sein Reich ein. Abu Sa'id wollte die Tochter Amir Tschupans, Bagdad Chatun, heiraten. Diese war zwar schon verheiratet, doch konnte Amir Tschupan Abu Sa'id nicht davon abhalten.
Abu Sa'id starb im Alter von 30 Jahren ohne einen Erben oder Nachfolger. Sein Reich verlor an Bedeutung und zerfiel in viele Königreiche, die von Mongolen, Türken und Persern beherrscht wurden. Der große Reisende Ibn Battuta war überrascht über die Verwüstungen in Persien, das vor zwanzig Jahren noch ein mächtiges Reich gewesen war.